# فيسنا
فيسنا هي فرقة موسيقية تشيكية تأسست عام 2016، مثلت الفرقة جمهورية التشيك في مسابقة الأغنية الأوروبية 2023.

## روابط خارجية
فيسنا على موقع ميوزك برينز (الإنجليزية)
- فيسنا على موقع أول ميوزيك (الإنجليزية)
- فيسنا على موقع ديسكوغز (الإنجليزية)